# Magnus Jensen
Magnus Riisgaard Jensen (Kolding, 27 ottobre 1996) è un calciatore danese, difensore del Lyngby.

## Carriera
Cresciuto nelle giovanili del Viborg, debutta nella Superligaen danese con l'Horsens il 24 febbraio 2020.
Dopo tre stagioni e mezza all'Horsens, firma con il Lyngby.      

## Statistiche

### Presenze e reti nei club
Statistiche aggiornate al 16 maggio 2024.
| Stagione        | Squadra         | Campionato      | Campionato | Campionato | Coppe nazionali | Coppe nazionali | Coppe nazionali | Coppe continentali | Coppe continentali | Coppe continentali | Altre coppe | Altre coppe | Altre coppe | Totale | Totale |
| Stagione        | Squadra         | Comp            | Pres       | Reti       | Comp            | Pres            | Reti            | Comp               | Pres               | Retin              | Comp        | Pres        | Reti        | Pres   | Reti   |
| --------------- | --------------- | --------------- | ---------- | ---------- | --------------- | --------------- | --------------- | ------------------ | ------------------ | ------------------ | ----------- | ----------- | ----------- | ------ | ------ |
| 2016-2017       | Skive           | 1D              | 15         | 1          | CD              | 1               | 0               | -                  | -                  | -                  | -           | -           | -           | 16     | 1      |
| 2017-2018       | Skive           | 1D              | 23         | 0          | CD              | 3               | 0               | -                  | -                  | -                  | -           | -           | -           | 26     | 0      |
| 2018-2019       | Skive           | 2D              | 15+10      | 1+2        | CD              | 1               | 1               | -                  | -                  | -                  | -           | -           | -           | 26     | 4      |
| 2019-gen. 2020  | Skive           | 1D              | 18         | 2          | CD              | 3               | 0               | -                  | -                  | -                  | -           | -           | -           | 21     | 2      |
| Totale Skive    | Totale Skive    | Totale Skive    | 71+10      | 4+2        |                 | 8               | 1               |                    | -                  | -                  |             | -           | -           | 89     | 7      |
| gen-giu. 2020   | Horsens         | SL              | 2          | 0          | CD              | 0               | 0               | -                  | -                  | -                  | -           | -           | -           | 2      | 0      |
| 2020-2021       | Horsens         | SL              | 9          | 0          | CD              | 3               | 0               | -                  | -                  | -                  | -           | -           | -           | 12     | 0      |
| 2021-2022       | Horsens         | 1D              | 22+10      | 6+4        | CD              | 4               | 1               | -                  | -                  | -                  | -           | -           | -           | 36     | 11     |
| 2022-2023       | Horsens         | SL              | 17+8       | 3+1        | CD              | 0               | 0               | -                  | -                  | -                  | -           | -           | -           | 25     | 4      |
| Totale Horsens  | Totale Horsens  | Totale Horsens  | 50+18      | 9+5        |                 | 7               | 1               |                    | -                  | -                  |             | -           | -           | 75     | 15     |
| 2023-2024       | Lyngby          | SL              | 19+4       | 1+1        | CD              | 4               | 0               | -                  | -                  | -                  | -           | -           | -           | 27     | 2      |
| Totale carriera | Totale carriera | Totale carriera | 140+32     | 14+8       |                 | 19              | 2               |                    | -                  | -                  |             | -           | -           | 191    | 24     |

## Palmarès

### Club

#### Competizioni nazionali
- 2. Division: 1

Skive: 2018-2019
- 1. Division: 1

Horsens: 2021-2022